# Kaminoseki (Yamaguchi)
Kaminoseki (上関町 Kaminoseki-chō?) es un pueblo localizado en la prefectura de Yamaguchi, Japón. En junio de 2019 tenía una población estimada de 2.441 habitantes y una densidad de población de 70,4 personas por km². Su área total es de 34,69 km².

## Geografía

### Localidades circundantes
- Prefectura de Yamaguchi
  - Hirao
  - Yanai

## Demografía
Según los datos del censo japonés, esta es la población de Kaminoseki en los últimos años.
| Año del censo | Población |
| ------------- | --------- |
| 1995          | 4.845     |
| 2000          | 4.307     |
| 2005          | 3.706     |
| 2010          | 3.332     |
| 2015          | 2.803     |